# Villarvolard

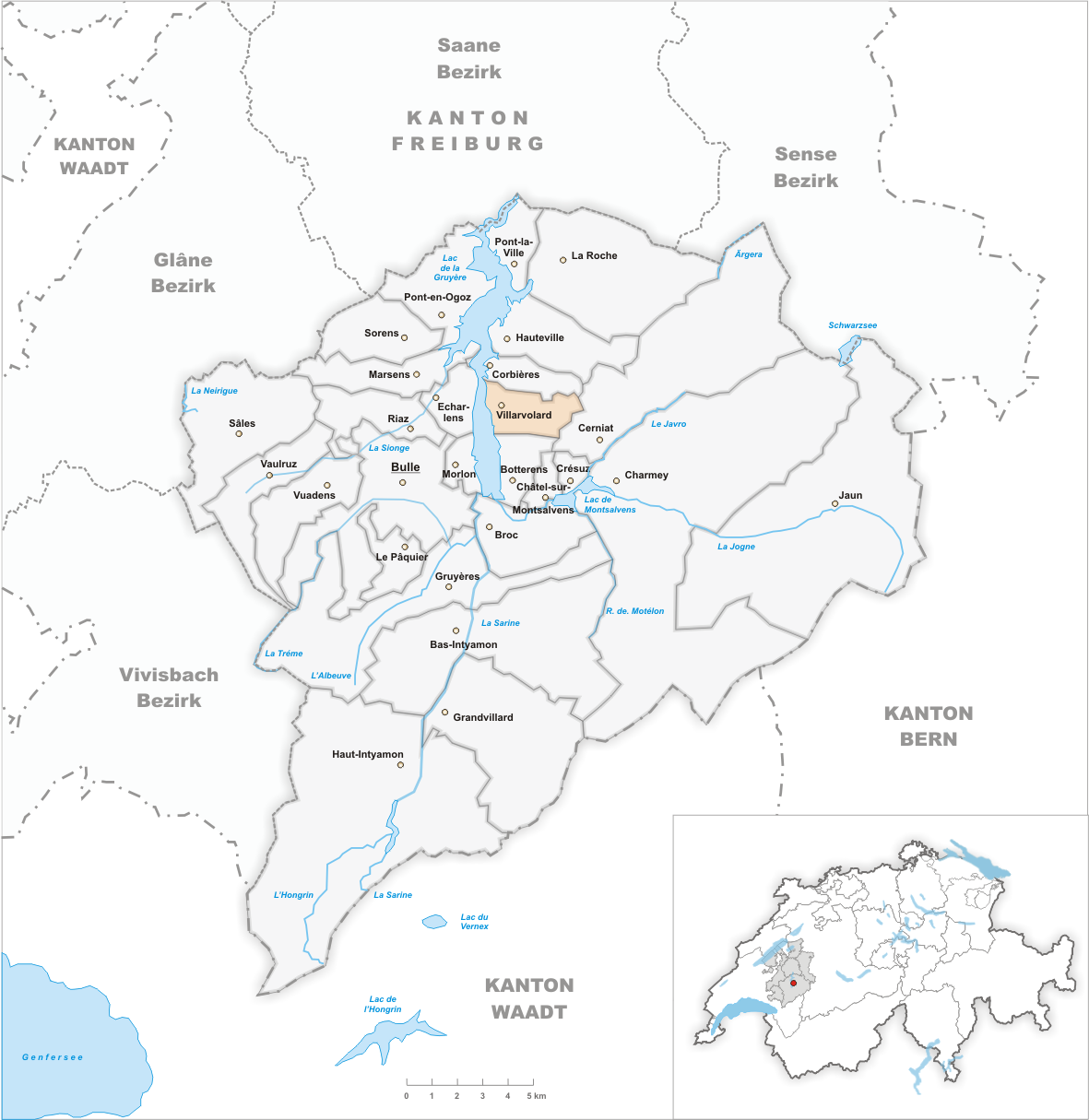
Gemeindestand vor der Fusion am 1. Januar 2011

Villarvolard (Freiburger Patois Velâvolâⓘ) war bis zum 31. Dezember 2010 eine politische Gemeinde im Greyerzbezirk des Kantons Freiburg in der Schweiz. Am 1. Januar 2011 fusionierte Villarvolard mit Corbières.

## Geographie
Villarvolard liegt auf 733 m ü. M., fünf Kilometer nordöstlich des Bezirkshauptortes Bulle (Luftlinie). Das Dorf erstreckt sich auf einer breiten Geländeterrasse über dem Ostufer des Stausees Lac de la Gruyère, in der Mulde von Bulle im Greyerzerland am Alpennordrand.
Die Fläche des 5,5 km² grossen Gebiets (mit Seeanteil rund 6,0 km²) umfasst einen Abschnitt des Beckens von Bulle im freiburgischen Alpenvorland. Im Westen hat Villarvolard einen kleinen Anteil am Lac de la Gruyère. Vom relativ steilen, bewaldeten Ufer erstreckt sich der Gemeindeboden ostwärts über die rund 1 km breite flache Terrasse von Villarvolard und den zumeist dicht bewaldeten Hang hinauf bis auf den von der Berra nach Südwesten auslaufenden Berggrat. Die Grenze verläuft im Osten über den Mont Bifé (1483 m ü. M.) und den Vanil des Cours (mit 1562 m ü. M. die höchste Erhebung von Villarvolard). Ein kleiner Teil des Gebietes liegt im Einzugsgebiet des Javro östlich dieses Berggrates. Von der Gemeindefläche entfielen 1997 4 % auf Siedlungen, 44 % auf Wald und Gehölze und 52 % auf Landwirtschaft.
Zu Villarvolard gehören einige Einzelhöfe.

## Bevölkerung
Mit 268 Einwohnern (Stand 31. Dezember 2010) gehörte Villarvolard zu den kleinen Gemeinden des Kantons Freiburg. Von den Bewohnern sind 94,4 % französischsprachig, 3,7 % deutschsprachig und 0,5 % englischsprachig (Stand 2000). Die Bevölkerungszahl von Villarvolard belief sich 1910 auf 254 Einwohner. Bis 1970 nahm die Einwohnerzahl durch starke Abwanderung auf 142 Einwohner ab. Seither wurde wieder eine deutliche Bevölkerungszunahme verzeichnet; bis 2022 (277 Einwohner) verdoppelte sich die Bewohnerzahl beinahe.
Einwohnerzahlen: Volkszählungsdaten

## Wirtschaft
Villarvolard war bis in die zweite Hälfte des 20. Jahrhunderts ein vorwiegend durch die Landwirtschaft geprägtes Dorf. Noch heute haben die Viehzucht und die Milchwirtschaft eine wichtige Bedeutung in der Erwerbsstruktur der Bevölkerung. Einige weitere Arbeitsplätze sind im lokalen Kleingewerbe und im Dienstleistungssektor vorhanden (darunter ein Betrieb, der Baumaterialien herstellt). In den letzten Jahrzehnten hat sich das Dorf auch zu einer Wohngemeinde entwickelt. Zahlreiche Erwerbstätige sind deshalb Wegpendler, die in den Regionen Bulle und Freiburg arbeiten.

## Verkehr
Die ehemalige Gemeinde ist verkehrstechnisch recht gut erschlossen. Sie liegt an der Hauptstrasse von Freiburg nach Broc. Durch die Buslinien der Transports publics Fribourgeois, die auf den Strecken von Freiburg nach Jaun und von Bulle nach Broc verkehren, ist Villarvolard an das Netz des öffentlichen Verkehrs angebunden.

## Geschichte
Die erste urkundliche Erwähnung des Ortes erfolgte 1179 unter dem Namen Vilierbalart. Später erschienen die Bezeichnungen Vilar Vualar, Vilar Vollar (1228), Vilarwalar (1285), Villarwaular (1453) und Villar volard (1668). Der Ortsname ist vermutlich vom Personennamen Walaharius abgeleitet in Verbindung mit dem spätlateinischen Wort villare (Ort, Weiler).
Villarvolard war seit dem Mittelalter Teil der Herrschaft Corbières, die 1553 von den Grafen von Greyerz an Freiburg verkauft wurde. Anschliessend war das Dorf Teil der Vogtei Corbières. Nach dem Zusammenbruch des Ancien Régime (1798) gehörte Villarvolard während der Helvetik zur Unterpräfektur Corbières, die 1803 in den Status eines Bezirkes erhoben wurde. 1848 wurde das Dorf mit Corbières in den Bezirk Gruyère eingegliedert.
Aus Villarvolard stammte Catherine Repond, die 1731 in Freiburg wegen Hexerei hingerichtet wurde. Sie war neben Anna Göldi eine der letzten Frauen, die in der Schweiz in einem Hexenprozess hingerichtet wurden.

## Sehenswürdigkeiten
Die heutige Pfarrkirche von Villarvolard wurde 1760 an der Stelle eines früheren Gotteshauses aus dem 12. Jahrhundert erbaut. 1892 wurde die Kirche verlängert und restauriert. Villarvolard besitzt ein malerisches Ortsbild mit typischen Bauernhäusern aus dem 17. bis 19. Jahrhundert, darunter das Haus Passaplan von 1777.